# باتريك سميث (سياسي)
باتريك سميث (بالإنجليزية: Patrick Smith)‏ (و. 1901 – 1982 م) هو سياسي، وفلاح من جمهورية أيرلندا، والدولة الأيرلندية الحرة، كان عضوًا في فيانا فايل، توفي عن عمر يناهز 81 عاماً.

## مناصب
تولى منصب نائب دييل (14 مارس 1973–25 مايو 1977)
- نائب دييل (2 يوليو 1969–5 فبراير 1973)[5]
- نائب دييل (21 أبريل 1965–21 مايو 1969)[5]
- نائب دييل (11 أكتوبر 1961–11 مارس 1965)[5]
- وزير الزراعة والغذاء والملاحة [الإنجليزية]‏ (27 نوفمبر 1957–8 أكتوبر 1964)
- Minister for Social Protection [الإنجليزية]‏ (20 مارس 1957–27 نوفمبر 1957)
- Minister for Housing, Local Government and Heritage [الإنجليزية]‏ (20 مارس 1957–27 نوفمبر 1957)
- نائب دييل (20 مارس 1957–1 سبتمبر 1961)[5]
- نائب دييل (2 يونيو 1954–13 ديسمبر 1956)[5]
- نائب دييل (13 يونيو 1951–23 أبريل 1954)[5]
- Minister for Housing, Local Government and Heritage [الإنجليزية]‏ (13 يونيو 1951–2 يونيو 1954)
- نائب دييل (18 فبراير 1948–2 مايو 1951)[5]
- وزير الزراعة والغذاء والملاحة [الإنجليزية]‏ (21 يناير 1947–18 فبراير 1948)
- نائب دييل (9 يونيو 1944–11 ديسمبر 1947)[5]
- نائب دييل (1 يوليو 1943–10 مايو 1944)[5]
- نائب دييل (30 يونيو 1938–26 مايو 1943)[5]
- نائب دييل (21 يوليو 1937–25 مايو 1938)[5]
- نائب دييل (8 فبراير 1933–14 يونيو 1937)[5]
- نائب دييل (9 مارس 1932–22 ديسمبر 1932)[5]
- نائب دييل (11 أكتوبر 1927–17 ديسمبر 1931)[5]
- نائب دييل (23 يونيو 1927–16 أغسطس 1927)[5]
- نائب دييل (19 سبتمبر 1923–20 مايو 1927)[5]

.